# Lợn Khùa
Lợn Khùa là giống lợn bản địa ở miền núi Quảng Bình, do người dân tộc thiểu số phân bố dọc dãy Trường Sơn trên địa bàn tỉnh Quảng Bình nuôi tại các nông hộ theo phương thức thả rông tự kiếm ăn và không có chuồng trại.

## Đặc điểm
Giống lợn Khùa có thịt thơm ngon, tỷ lệ nạc cao, thịt mỡ ăn giòn, chắc. Khả năng chống chọi với bệnh tật của giống lợn này cũng cao hơn hẳn so với các giống lợn nhà. Về màu lông, lợn Khùa có thể có màu lông đen toàn thân, có lông da đen với các điểm trắng ở 4 chân hoặc có lông da đen và loang trắng trên thân. Mõm lợn khùa nói chung dài và khỏe, lưng khá thẳng thức ăn chủ yếu của chúng là rau khoai, cây chuối rừng, sắn.
Khả năng sinh sản của đàn lợn Khùa tương đương các giống lợn bản địa khác ở vùng núi cao. Khi lai lợn đực rừng với lợn Khùa đã tăng khối lượng của lợn lai từ sơ sinh đến khi giết thịt, cải thiện được tốc độ tăng trọng, nâng cao chất lượng thịt, làm tăng hương vị thơm ngon của thịt và tỷ lệ móc hàm 71-74%, tỉ lệ nạc gần 42-43%. Tuy nhiên, lợn chậm lớn, trọng lượng tối đa đạt 35–40 kg. Tỷ lệ sinh rất thấp, chỉ 6,5 con/ổ.

## Bảo tồn
Việc nuôi lợn Khùa đem lại nguồn lợi kinh tế cho người chăn nuôi, trong đó lai với lợn rừng có hiệu quả cao hơn nuôi lợn thuần. Đây là một nguồn gen lợn bản địa quý, nhưng chưa có nghiên cứu khoa học nào về nhân giống, nuôi dưỡng, quản lý dịch bệnh cũng như hướng khai thác hợp lý để đem lại hiệu quả kinh tế cao cho người chăn nuôi.
Hiện tại giống lợn này nuôi tại nông hộ có số lượng ít, năng suất thấp và có nguy cơ mất dần, chỉ còn khoảng 14% số hộ nuôi. Nguồn gen quý hiếm này đang có nguy cơ mất dần do người dân ít chăn nuôi giống lợn này do lợn chậm lớn, đẻ ít. Có hai xã Dân Hóa và Trọng Hóa (huyện Minh Hóa) còn nhiều giống lợn này nhất, tuy nhiên cũng chỉ có 27 hộ còn nuôi lợn Khùa. Giống lợn này được những người dân tộc nuôi theo phương thức thức thả rông, tự kiếm ăn và không có chuồng trại.